# Castilia levana
Castilia levana är en fjärilsart som beskrevs av Johannes Karl Max Röber 1914. Castilia levana ingår i släktet Castilia och familjen praktfjärilar. Inga underarter finns listade i Catalogue of Life.